# Просперъс
Просперъс (на английски: Prosperous; на ирландски: An Chorrchoill) е село в централната източна част на Ирландия. Намира се в графство Килдеър на провинция Ленстър на 40 km западно от столицата Дъблин. Населението му е 2333 жители от преброяването през 2016 г.